# Sanchez Mira
Sanchez Mira (Bayan ng Sanchez-Mira) är en kommun i Filippinerna. Kommunen ligger på ön Luzon, och tillhör provinsen Cagayan. Folkmängden uppgår till 21 475 invånare.

## Barangayer
Sanchez Mira är indelat i 18 barangayer.
| - Bangan - Callungan - Centro I (Pob.) - Centro II (Pob.) - Dacal - Dagueray - Dammang - Kittag - Langagan | - Magacan - Marzan - Masisit - Nagrangtayan - Namuac - San Andres - Santiago - Santor - Tokitok |